# Francesco Ferrarin
Francesco Ferrarin (Thiene, 17 dicembre 1896 – Roma, 28 settembre 1964) è stato un generale e aviatore italiano,  distintosi come aviatore nel corso della prima guerra mondiale dove, in servizio nella 87ª Squadriglia aeroplani, partecipò al volo su Vienna. Ha partecipato al primo giro aereo d'Italia.

## Biografia
Nacque a Thiene, in provincia di Vicenza, il 17 dicembre 1896.  Diplomatosi ragioniere nel 1915 a Vicenza, appassionato al mondo dell'aviazione, in quello stesso anno fu arruolato nel Regio Esercito per svolgere servizio militare di leva. Assegnato al battaglione aviatori ottenne il brevetto di pilota a Cameri nel 1917, e nominato sottotenente pilota del Servizio Aeronautico del Regio Esercito fu assegnato alla 87ª Squadriglia aeroplani, comandata dal capitano pilota Alberto Masprone, di stanza, in quel momento, sul campo di aviazione di San Pelagio, in provincia di Padova.
Fu lui, assieme ad Antonio Locatelli, a proporre a Masprone di far dipingere sulle carlinghe degli aerei in dotazione alla Squadriglia lo stemma del Leone Marciano della Repubblica di Venezia. Così, anche se non ufficialmente, la squadriglia iniziò ad essere designata "La Serenissima". Prese parte a numerose missioni belliche, tra cui il volo su Vienna fortemente voluto da Gabriele D'Annunzio.  Decorato di medaglia di bronzo al valor militare, nell'estate del 1919 viene incaricato da D'Annunzio di preparare il raid Roma-Tokio; progetto che inizialmente doveva coinvolgere l'intera 87ª Squadriglia ma poi, per motivi politici, il Governo incaricò D'Annunzio di scegliere il nome di solo due piloti e lui fece il suo e quello di Locatelli. Entrambi, per lo spirito che univa i piloti della "Serenissima", rifiutarono l'offerta e la scelta, dunque ricadde sulle due riserve, una delle quali era suo cugino, Arturo mentre l'altro era Guido Masiero. I rispettivi motoristi erano Gino Cappannini e Roberto Maretto.
Il 29 aprile 1920 fu trasferito a Roma allo Stabilimento Costruzioni Aeronautiche e il 14 settembre 1922 fu posto in congedo. Il 14 marzo 1925 fu riassunto in servizio attivo ed assegnato al Centro aviazione da caccia per la ripresa dei voli e per il reintegro del brevetto di pilota. Il 22 marzo 1925 fu destinato al 1º Stormo Caccia Terrestre, il 20 novembre 1925 al 2º Stormo Caccia Terrestre, il 2 marzo 1926 fu trasferito alla Direzione Generale del Genio Aeronautico. Il 19 dicembre 1926 cessò di far parte dei ruoli del Regio Esercito e fu immesso in servizio permanente effettivo in quelli della Regia Aeronautica. Il 21 luglio 1927 ebbe la promozione a capitano, il 3 ottobre 1930 fu assegnato al 7º Gruppo Autonomo d'Assalto e il 15 dicembre del 1932 allo Stato maggiore della Regia Aeronautica. Promosso maggiore a scelta il 19 aprile 1934, dal 1º febbraio al 16 giugno dello stesso anno ricoprì la carica di Addetto Aeronautico presso la Regia Ambasciata d'Italia a Madrid, in Spagna. In questo compito si distinse tanto che il re di Spagna Alfonso XIII volle nominarlo Cavaliere dell'Ordine della Corona di Spagna. Il 5 giugno del 1936 ebbe la promozione a tenente colonnello e il 15 dicembre 1937 fu nominato anche Addetto Militare presso la Legazione d'Italia a Lisbona, Portogallo. Dall'inizio della carriera di pilota, aveva totalizzato fino a quel momento 21.000 ore di volo. Promosso colonnello a scelta assoluta il 10 giugno 1939, dal 1º settembre 1939 al 16 gennaio 1940 ebbe il comando del 6º Stormo Caccia Terrestre. L'11 aprile 1941 entrò a far parte della Commissione Italiana d'Armistizio con la Francia (CIAF). Il 15 maggio 1941 fu trasferito a Roma presso il Ministero dell’Aeronautica, e il 1º agosto al Gabinetto del Ministro dove rimase fino all'agosto del 1943. Il 1º settembre 1943, a sua domanda di essere posto in congedo speciale, fu invece trattenuto alle armi d'autorità per esigenze militari di carattere eccezionale. All'atto dell'armistizio dell'8 settembre 1943 si trovava a Roma, in licenza speciale per malattia, e nonostante gli ordini ricevuti di raggiungere il nord Italia con la Repubblica Sociale Italiana, riuscì a farsi operare per una finta malattia; è testimone, nel marzo del 1944, dell'eccidio delle Fosse Ardeatine, avendo tentato invano di salvare il suo commilitone Aldo Finzi. Enormemente turbato dal fatto riuscì a raggiungere Bari il 19 giugno 1944 presentandosi al C.A.R. Comando Nucleo della 3ª Zona Aerea Territoriale. Assegnato all'Italian Co-Belligerent Air Force rimase in servizio sino alla fine della guerra. Il 1º agosto 1945 fu collocato in congedo e il 7 ottobre 1947 in ausiliaria. Promosso generale di brigata aerea il 31 dicembre 1950 e generale di divisione aerea il 28 marzo 1958, si spense a Roma il 28 settembre 1964.

### Annotazioni
1. ↑  Al fine di favorire l'impresa Francesco Ferrarin mise a disposizione il proprio Ansaldo SVA 9 immagazzinato a Centocelle.
2. ↑  Era abilitato al pilotaggio dei seguenti velivoli: Ansaldo SVA, SPAD S.XIII, SIAI S.16RA, Caproni Ca.101, IMAM Ro.1, Savoia-Marchetti S.59bis, Caproni Ca.102, Fiat C.R.42.

### Fonti
1. 1 2 3 4 5 6 7 8  Castello San Pelagio.
2. 1 2 3 4 5 6 7 8 9  La domenica di Vicenza.
3. 1 2 3 4  Mancini 1936, p. 269.
4. 1 2 3 4  Castellano 2023, p. 56.
5. 1 2  Lodovico 1970, p. 14.